# Golful California

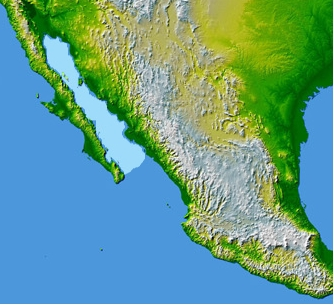
Golful California (porţiunea albastru deschis a imaginii

Golful California (cunoscut istoric și ca Marea Cortez ori Marea lui Cortés; în spaniolă, Mar de Cortés sau, rareori, Mar Bermejo sau Golfo de California) este o porțiune de apă sărată conectată de Oceanul Pacific, care separă Peninsula Baja California de Mexicul continental. Începând de la sud, din extremitatea sudică a Peninsulei Baja California, în sens orar, este mărginită de statele mexicane Baja California Sur, Baja California, Sonora și Sinaloa. 
Numele de "Golful California" este cel mai adesea folosit în hărți din diferite limbi, chiar dacă localnicii preferă "Mar de Cortés", pentru motive istorice. Golful s-a deschis aproximativ 5,3 milioane de ani în urmă, deschiderea sa fiind legată și de vărsarea fluviului Colorado în ocean. 

## Insule
Golful California conține mai multe insule, dintre care doar două sunt semnificativ de mari, Isla Ángel de la Guarda și Isla Tiburón. 